# Peperomia pseudopereskiifolia
Peperomia pseudopereskiifolia är en pepparväxtart som beskrevs av C. Dc.. Peperomia pseudopereskiifolia ingår i släktet peperomior, och familjen pepparväxter. Inga underarter finns listade i Catalogue of Life.